# Team Suo Modo
Team Suo Modo is een Nederlandse schaatsploeg, opgericht door sprinters Jorn de Jager en Rolf Haaze.
Opgezet als schaatsploeg maken enkele leden ook uitstapjes naar het skeeleren. Het team staat voor het bewandelen van een eigen weg tot succes door een ieder vrij te laten in zijn keuzes die leiden tot succes.